# Leïla Maknoun
Leïla Maknoun (sinh ngày 19 tháng 1 năm 1992, Paris, Pháp), là một nữ cầu thủ bóng đá người Pháp gốc Tunisia, ở vị trí tiền đạo cho FF Issy ở giải hạng 1 Féminine của Pháp.

## Câu lạc bộ sự nghiệp
Chơi cho Paris FC, Saint-Maur B, Blanc-Mesnil và sau đó là PSG U19, PSG B và đội đầu tiên của PSG. Sau đó chơi chủ yếu trong hạng nhì.